# جاستن سميث (لاعب دوري الرغبي)
جاستن سميث (بالإنجليزية: Justin Smith)‏ هو لاعب دوري الرغبي أسترالي، ولد في 9 أغسطس 1977 في Narromine ‏ في أستراليا.